# Lehre von den negativen Tatbestandsmerkmalen
Die Lehre von den negativen Tatbestandsmerkmalen ist eine Theorie im Allgemeinen Teil des deutschen Strafrechts, die zusammengefasst besagt, dass zu jedem Tatbestand eines Strafgesetzes auch gehört, dass ein denkbarer Rechtfertigungsgrund nicht vorliegt. Die Konsequenz ist, dass das Fehlen eines jeden Rechtfertigungsgrundes ein negatives Merkmal des Tatbestandes ist, der somit als Gesamt-Unrechtstatbestand verstanden wird.
Der Tatbestand des Totschlags – „Wer einen Menschen tötet, ohne Mörder zu sein“ (§ 212 I StGB), wäre demnach etwa zu lesen als: „Wer einen Menschen tötet ohne Mörder zu sein, und dabei nicht in Notwehr handelt, nicht in einem rechtfertigenden Notstand handelt, nicht einer Pflichtenkollision unterliegt etc.“ wird bestraft.
Die Konsequenz der Anwendung dieser Lehre wäre ein zweistufiger Deliktsaufbau. Demgegenüber wendet die herrschende Meinung einen dreistufigen Deliktsaufbau an und lehnt die Lehre von den negativen Tatbestandsmerkmalen ab.
Signifikant sind die Konsequenzen der Lehre von den negativen Tatbestandsmerkmalen im Rahmen der Irrtumsproblematik: Wird das Fehlen von Rechtfertigungsgründen nämlich als Teil des objektiven Tatbestandes begriffen, ist im Falle eines Erlaubnistatbestandsirrtums – also in der Konstellation, dass ein Täter irrig Umstände annimmt, die, lägen sie wirklich vor, die Voraussetzungen eines anerkannten Rechtfertigungsgrundes erfüllen würden – die Regelung des § 16 StGB unmittelbar und nicht nur, wie nach der herrschenden Meinung, analog anwendbar.